# Чумалі (Україна)
Чумалі́ — село в Україні, у Збаразькій міській громаді Тернопільського району Тернопільської області. Розташоване на річці Гніздечна, на півночі району. До 2020 підпорядковане Новиківській сільраді.
Населення — 252 особи (2007).

## Історія
Перша писемна згадка — 1493.
Діяли українські товариства «Просвіта», «Сільський господар», кооператива.
12 червня 2020 року, відповідно до Розпорядження Кабінету Міністрів України від  № 724-р «Про визначення адміністративних центрів та затвердження територій територіальних громад Тернопільської області», село увійшло до складу Збаразької міської громади.
19 липня 2020 року, в результаті адміністративно-територіальної реформи та ліквідації Збаразького району, село увійшло до складу новоутвореного Тернопільського району.

## Пам'ятки
Є церква Введення в Храм Пресвятої Богородиці (1912, кам'яна), капличка.

## Соціальна сфера
Працюють клуб, бібліотека, ФАП, торговельний заклад.

## Відомі люди
- Власенко В’ячеслав Андрійович — український військовик, учасник російсько-української війни[3].
- Тарас Дольний — майстер спорту міжнародного класу з біатлону, уродженець села[4].
- Зіновій Пастернак - український господарник

## Галерея

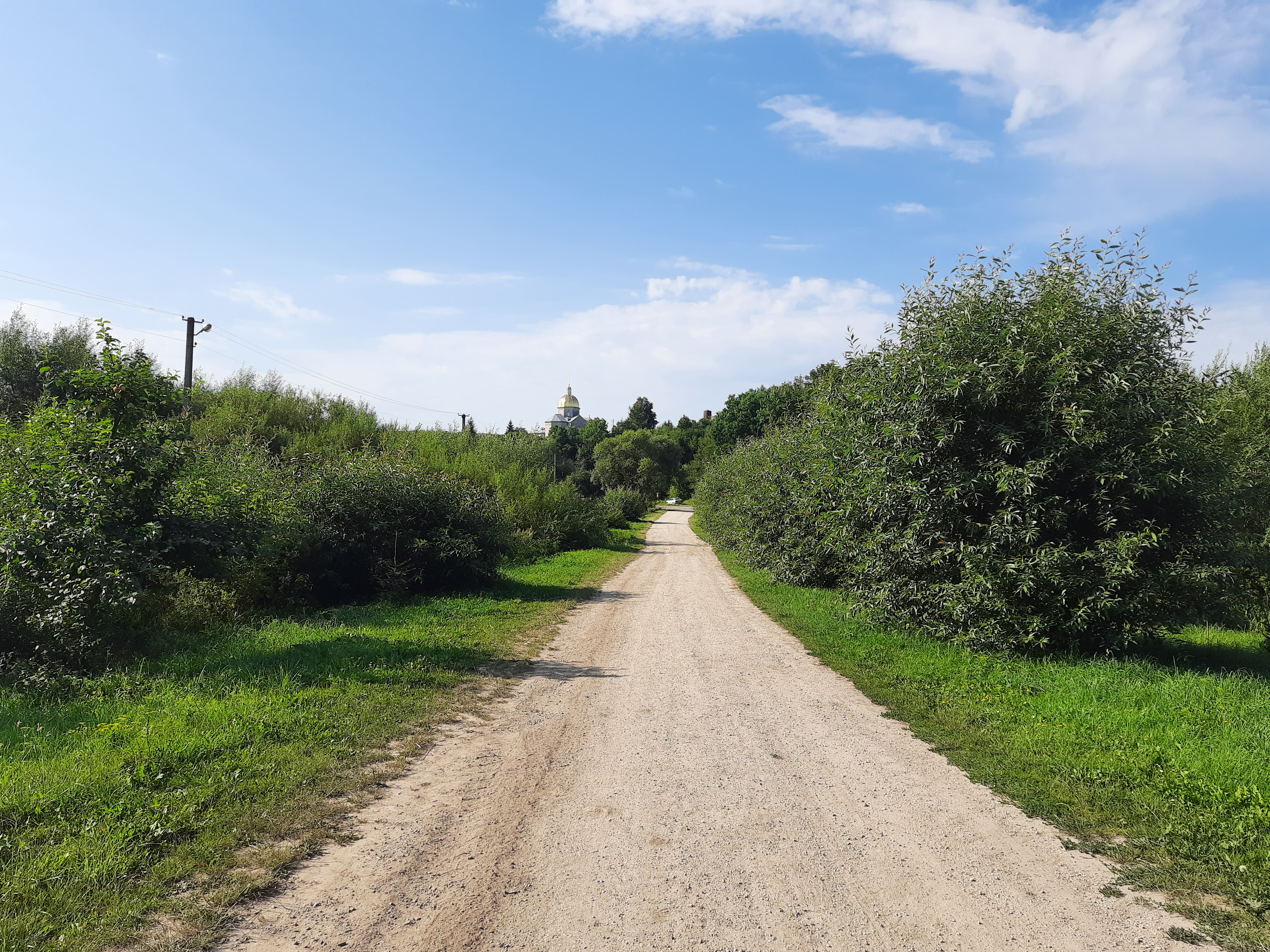
Дорога в село
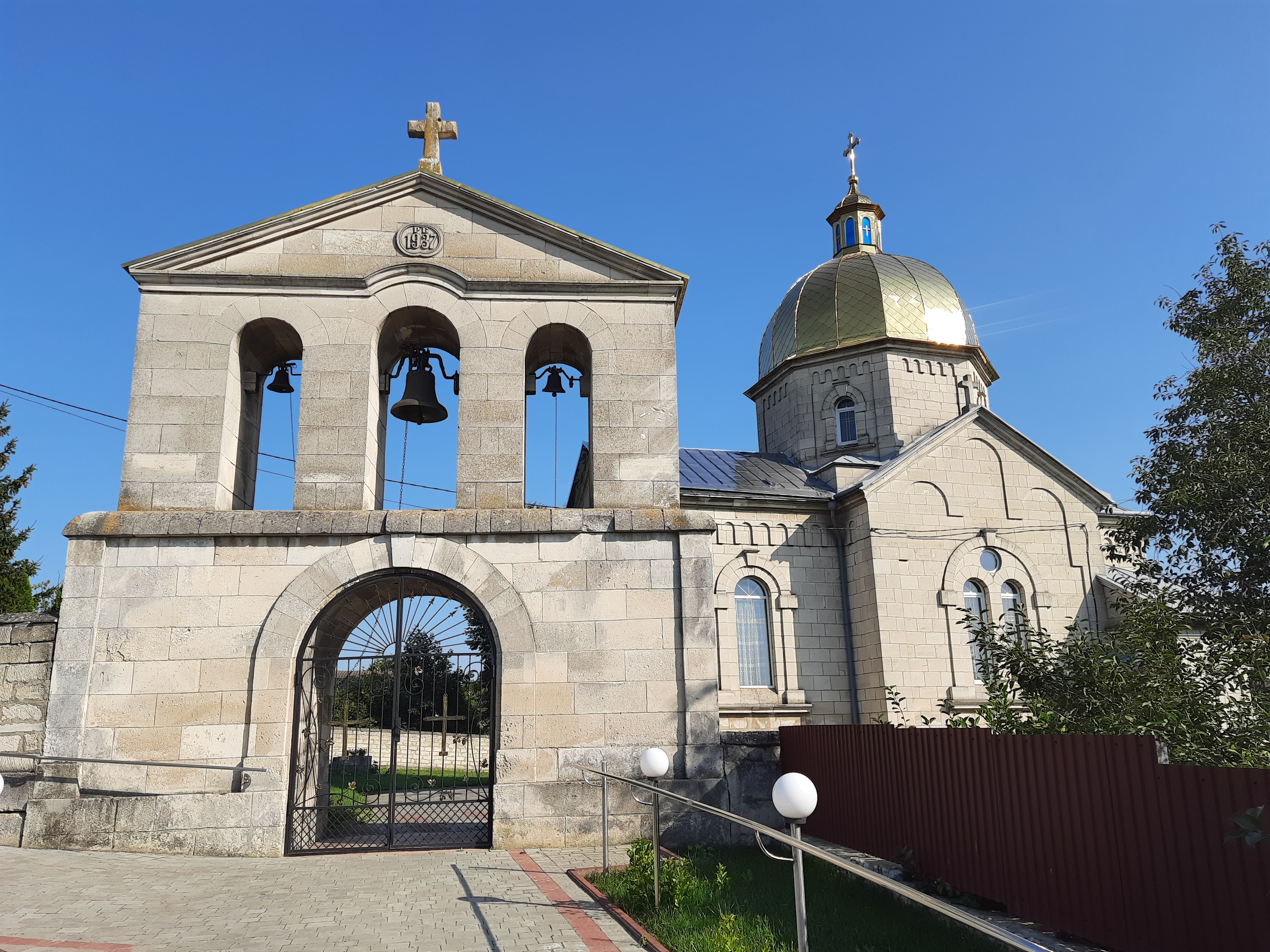
Церква Введення в Храм Пресвятої Богородиці
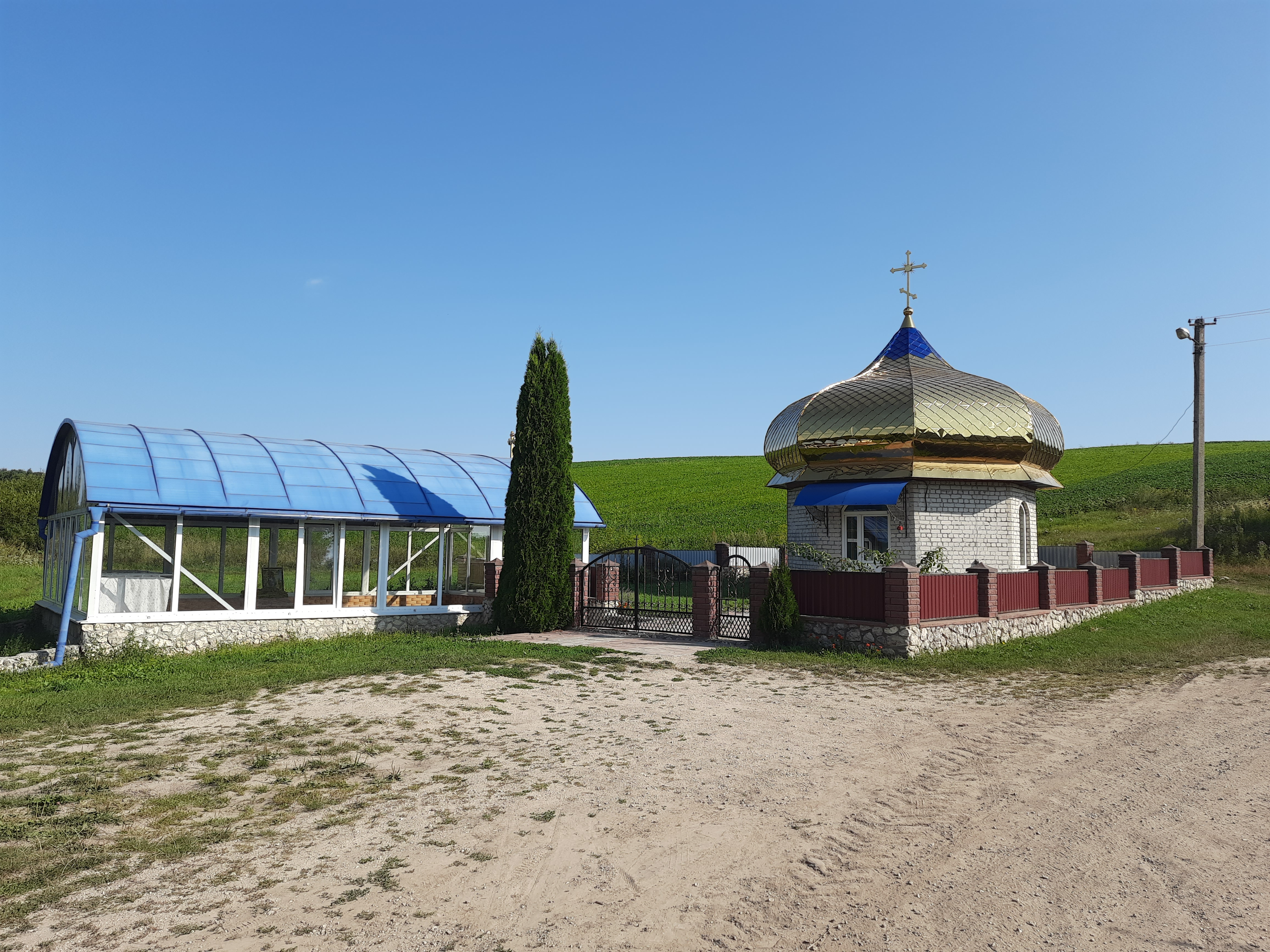
Капличка
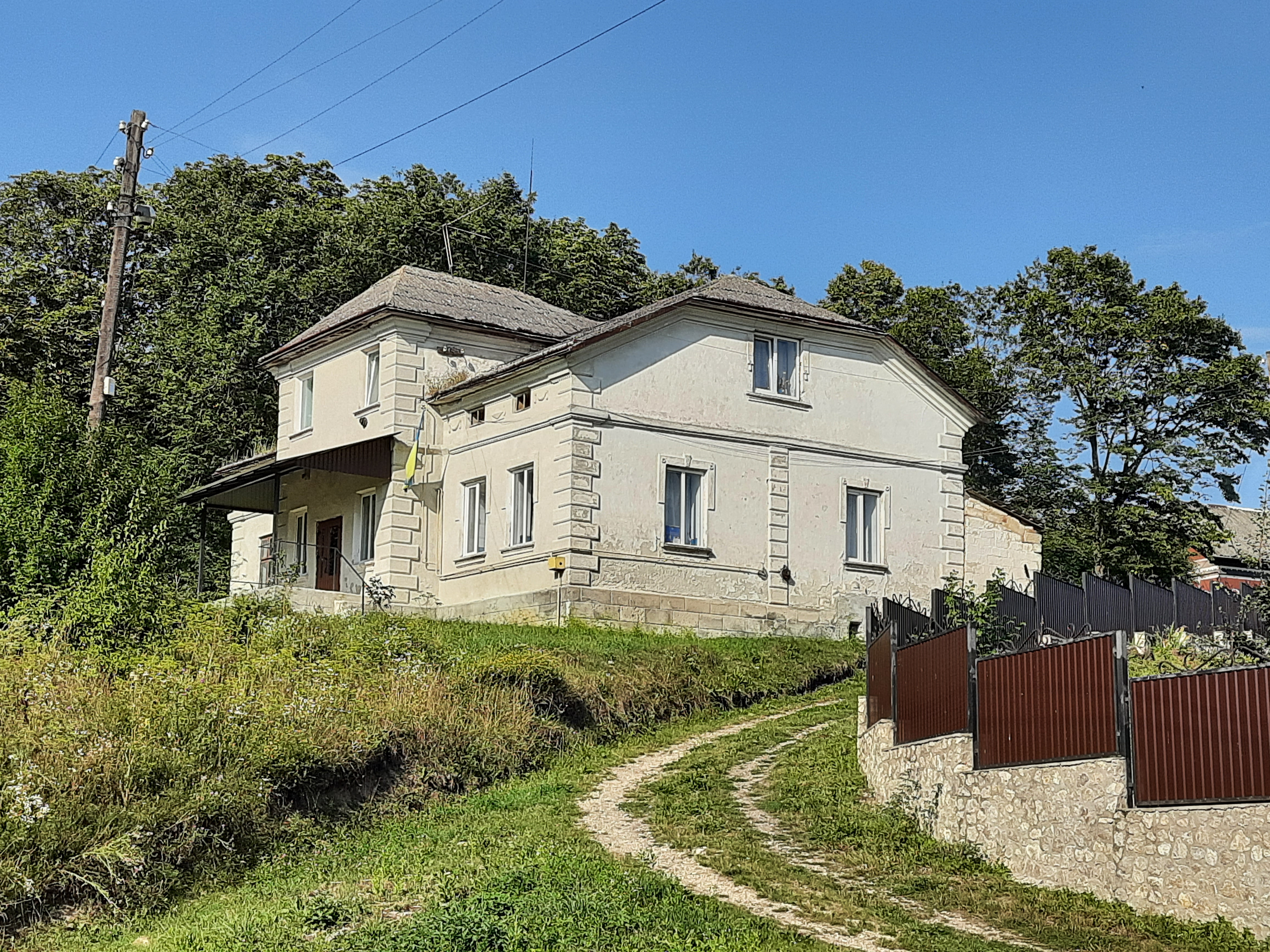
Клуб
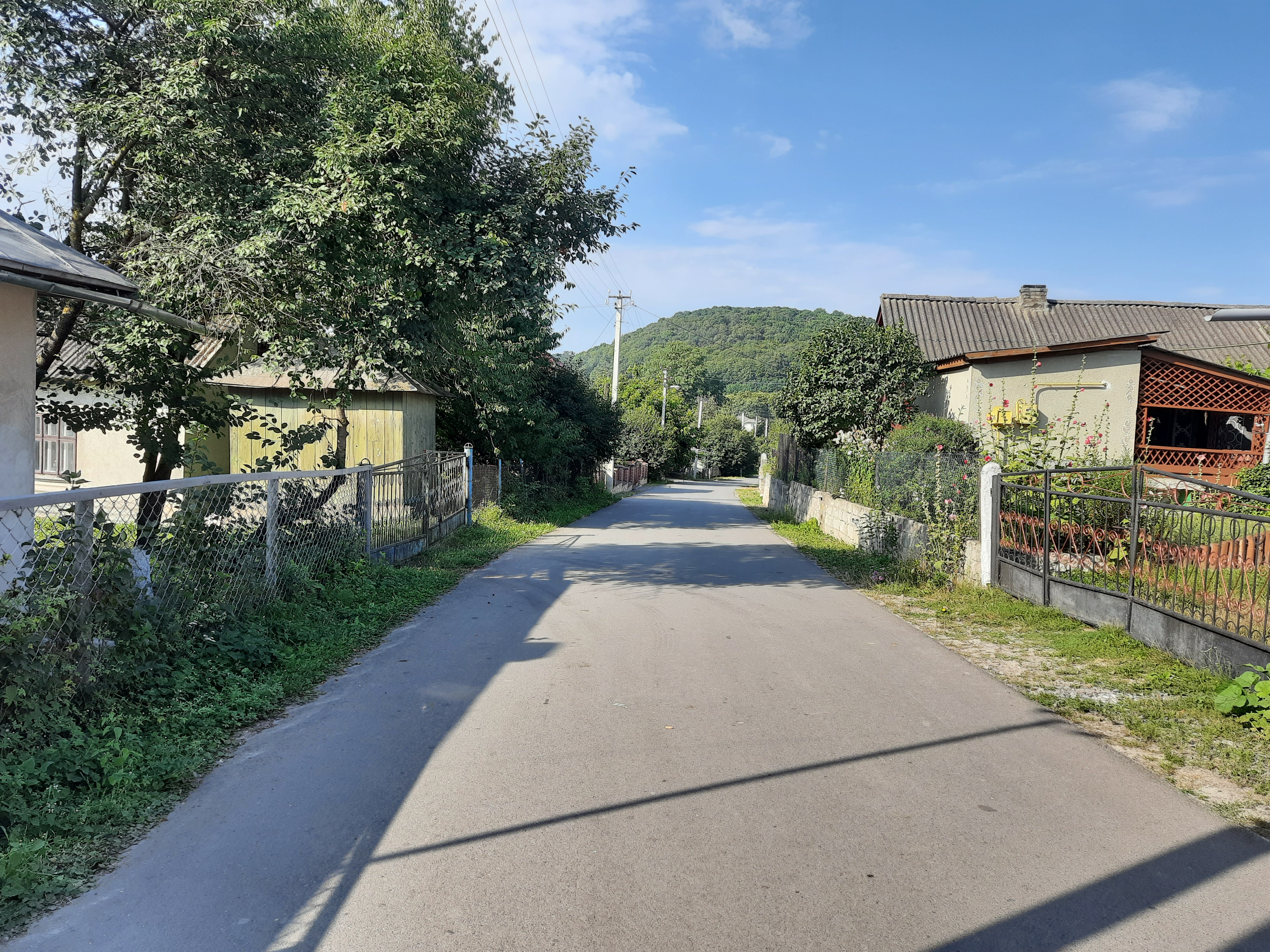
Сільська вулиця
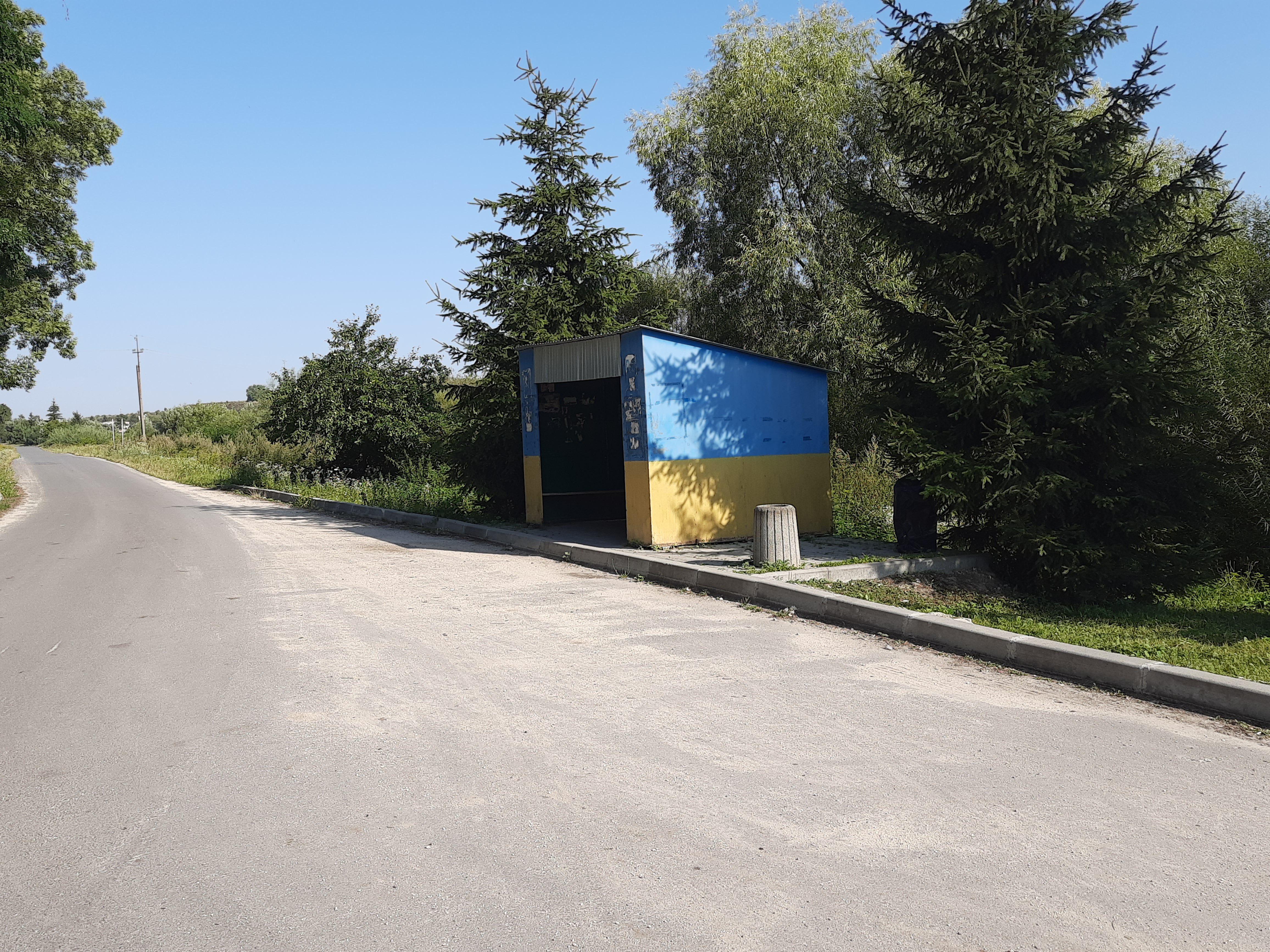
Автобусна зупинка
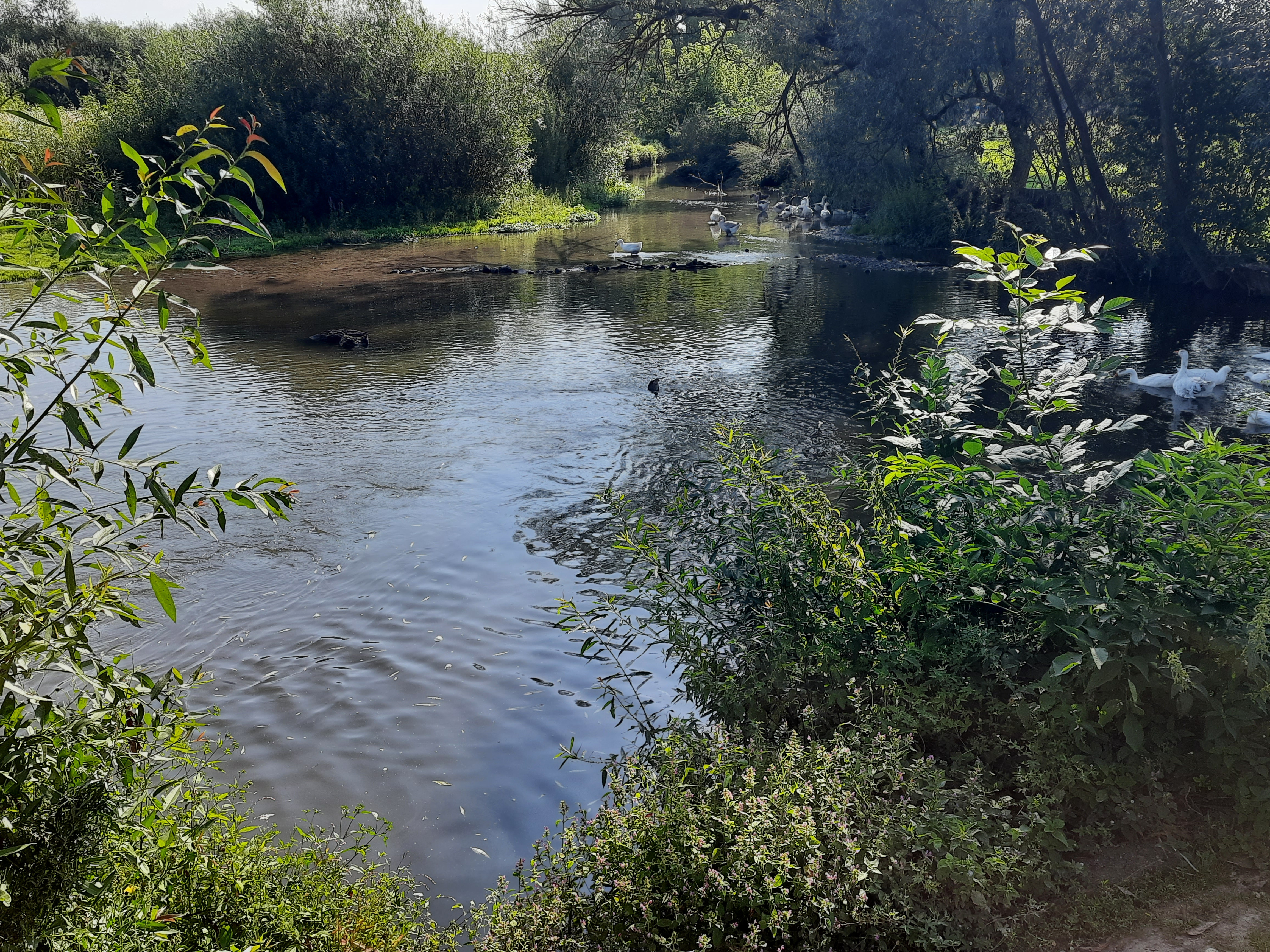
Річка Гніздечна біля села
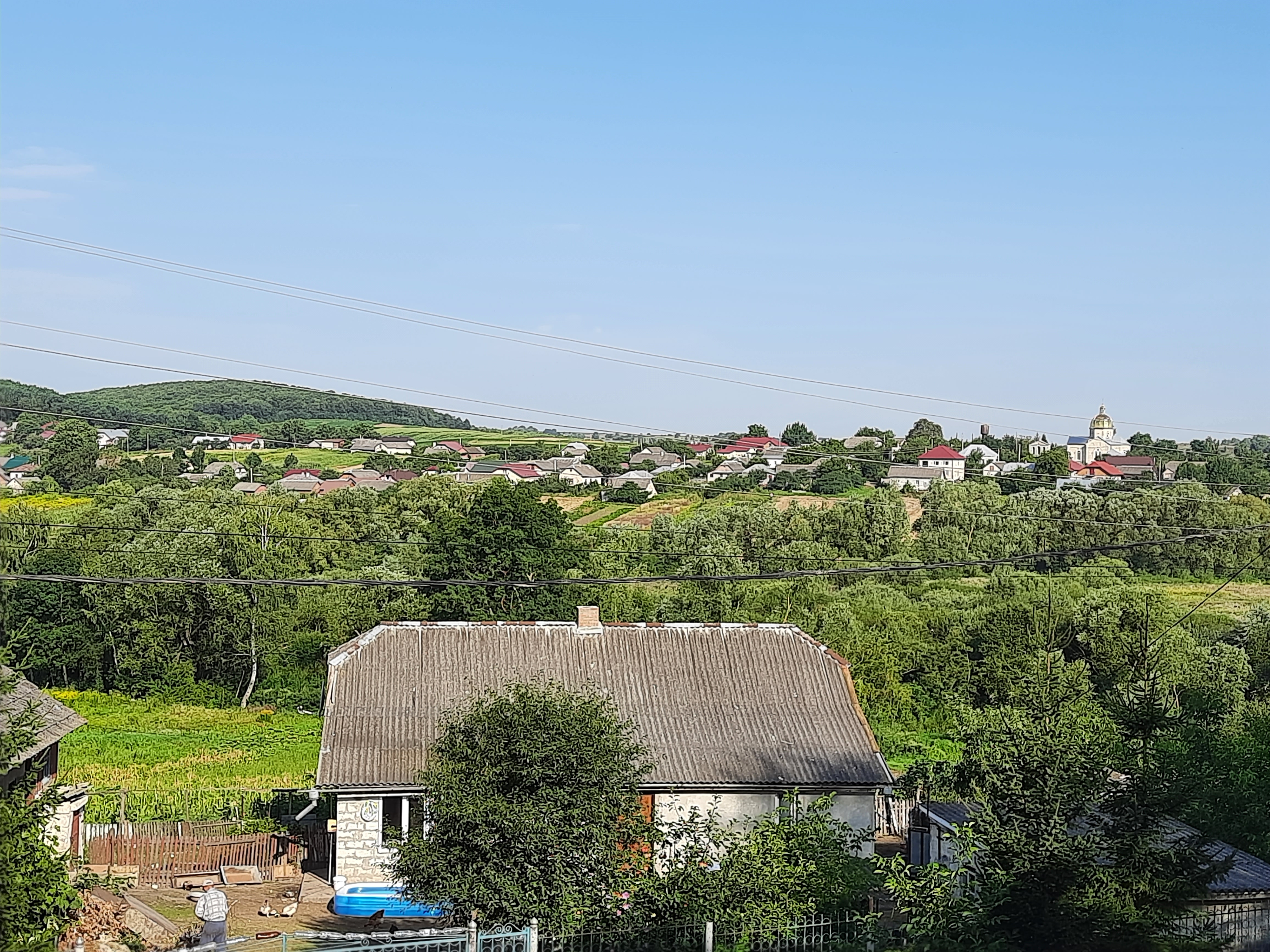
Вигляд на село з пагорба.